# 危機の二十年
『危機の二十年』（ききのにじゅうねん、英語：The Twenty Years' Crisis 1919-1939）とは政治学者、歴史家であり外交官でもあったE・H・カーによる国際政治学の著作である。この著作は、ヨーロッパで第二次大戦が勃発する直前の1930年代に執筆され、第1版が戦争勃発の直後である1939年9月に刊行され、1945年に第2版を刊行された（日本語訳は第2版より）。なお第2版ではヒトラーに対する宥和政策に好意的な箇所が削除されている。

## 概要
史学史として、国際政治学を概観すれば、そこには理想主義と現実主義の交代が認められる。元来、伝統的な政治学はイデアや徳などの理想的な理念で政治秩序を論じていた。近代において功利主義の道徳哲学や利益調和の政治経済学の思想的な展開に伴って、現実政治にも理想主義の政治学原理が適用されるようになった。この理想主義は、世界政府や自由民主主義などの政治理念を生み出すとともに、1919年のパリ講和会議の国際連盟設置などを契機に現実の政治に具体化されていった。
しかし第一次大戦後の理想主義的な国際政治学は次第に衰退していくことになる。理想主義者は国際政治から権力を除外すべきであると考えていたが、1939年の第二次世界大戦が発生した時には権力を排除した理想主義の政治理論は現実に適応できなくなっていた。現実主義は理想主義に対する批判を強めるとともに、理想主義が掲げる政治秩序を現実政治の観点から解体した。軍事力、経済力、また世論を支配する能力は、政治秩序の実際のあり方を左右することを論じた。結果として理想主義は破綻を余儀なくされ、全体主義の台頭とともに、国際的な利益調和の喪失が生じた。本書の問題意識は破綻した国際政治を再び秩序化するために、どのような基盤が求められるのかを考察することである。カーは国際政治の新しい秩序を構想するために、権力と道義の二つの原理から考えを展開する。
権力がもたらす政治闘争の現実という課題と、道義がもたらす政治統合の理想という願望を考えれば、まずは世界経済再建が非常に有望な提案と考えられる。なぜならば権力が国際政治を支配する限りでは危機が深刻化するものの、権力闘争が解決されれば道義の役割が回復されて秩序が安定するためである。たしかに経済的な利益は道徳的な正義と等しくない。ただ経済的利益を独占しようとする傾向を諸国家から軽減すれば、各国の外交政策を協調へと方向付けることが可能となるのである。

## 評価・批判
『危機の二十年』は、出版後、国際関係研究において不可欠の著作となった。学部教育課程で依然として広く講読されており、伝統的現実主義の基本テキストの一つと考えられている。『危機の二十年』が数多くの研究に刺激を与えた。国際関係論の学説の盛衰を概観した『危機の八十年』の序論で、編者の3人（マイケル・コックス、ティム・ダン、ケン・ブース）は、「カーの『危機の二十年』における議論とジレンマの多くが今日の国際関係の理論と実践に関連している」と指摘する。
しかし、カーへの応答は決して肯定的なものばかりではない。en:Caitlin Blaxtonは、『危機の二十年』におけるカーの道徳的立場を批判した。カーがいわゆる現実主義と理想主義の抗争を提示したことについて批判する研究者もいる。ピーター・ウィルソンによれば、「カーのユートピア概念は科学的概念として十分に練られたものではなく、きわめて便利なレトリック上の仕掛けである」。
『危機の二十年』のもつ複雑な性格について、近年、ジョナサン・ハスラム（訳書は下記）、マイケル・コックス、チャールズ・ジョーンズらの研究を含んだカーに関する数多くの文献によって理解が深まっている。

## 書誌情報
- The twenty years' crisis, 1919-1939: an introduction to the study of international relations, London: Macmillan, 1939.
- The twenty years' crisis, 1919-1939: an introduction to the study of international relations, 2nd ed., London: Macmillan, 1946.
- The twenty years' crisis, 1919-1939: an introduction to the study of international relations, reissued with a new introduction and additional material by Michael Cox, Basingstoke: Palgrave, 2001.

日本語訳
- E.H.カー『危機の二十年 ― 國際關係研究序説』、井上茂譯（岩波書店「岩波現代叢書」、1952年、復刊1992年）
- E.H.カー『危機の二十年 ― 1919-1939』、井上茂訳（岩波文庫、1996年）
- E.H.カー『危機の二十年 ― 理想と現実』、原彬久訳（岩波文庫、2011年）doi:

## 関連文献
- ジョナサン・ハスラム『誠実という悪徳―E・H・カー 1892－1982』角田史幸ほか訳（現代思潮新社、2007）
- デーヴィッド・ロング、ピーター・ウィルソン編著『危機の20年と思想家たち―戦間期理想主義の再評価』宮本盛太郎、関静雄監訳（ミネルヴァ書房、2002）
- 三牧聖子「『危機の二十年』（1939）の国際政治観 ─ パシフィズムとの共鳴」（『年報政治学』59 (1), 2008) doi:  https://doi.org/10.7218/nenpouseijigaku.59.1_306
- 渡邉昭夫「Ｅ・Ｈ・カーとハンス・モーゲンソーとの対話」（『国際政治』181, 2015）doi: https://doi.org/10.11375/kokusaiseiji.181_159
- Babik, Milan. "Realism as Critical Theory: The International Thought of E. H. Carr," International Studies Review, 15-4, 2013.
- Smith, Keith, "The realism that did not speak its name," Review of International Studies, 43-3, 2017.
- Howe, Paul. "The Utopian Realism of E. H. Carr," Review of International Studies, 20-3, 1994.
- Linklater, Andrew. "The Transformation of Political Community: E. H. Carr, Critical Theory and International Relations,"  Review of International Studies, 23-3, 1997.
- Morgenthay, Hans, "The Political Science of E. H. Carr," World Politics, 1-1, 1948.
- Nicholson, Michael. "Realism and utopianism revisited," Review of International Studies, 24, 1998